# Espen Bredesen
Espen Odd Bredesen  (Oslo, 2 februari 1968) is een voormalig Noors schansspringer. 

## Carrière
Bredesen behaalde zijn grootste successen in het seizoen 1993-1994. Dat jaar won Bredesen het wereldbekerklassement, na overwinningen in Garmisch-Partenkirchen en Bischofshofen en de eindoverwinning in het Vierschansentoernooi. Tijdens de Olympische Winterspelen in zijn thuisland won Bredesen de gouden medaille van de kleine schans en de zilveren medaille van de grote schans, in de landenwedstrijd moest Bredesen genoegen nemen met de vierde plaats. In 1993 tijdens de wereldkampioenschappen won  Bredesen de wereldtitel van de grote schans en in de landenwedstrijd.

## Belangrijkste resultaten

### Olympische Winterspelen
| Editie | Plaats      | Resultaten                                            |
| ------ | ----------- | ----------------------------------------------------- |
| 1992   | Albertville | 58e kleine schans 57e grote schans 7e landenwedstrijd |
| 1994   | Lillehammer | kleine schans · grote schans · 4e landenwedstrijd     |
| 1998   | Nagano      | 36e kleine schans                                     |

### Wereldkampioenschappen schansspringen
| Jaar | Plaats        | Resultaten                                            |
| ---- | ------------- | ----------------------------------------------------- |
| 1991 | Val di Fiemme | 52e kleine schans 16e grote schans 4e landenwedstrijd |
| 1993 | Falun         | 19e kleine schans · grote schans · landenwedstrijd    |
| 1995 | Thunder Bay   | 24e kleine schans 17e grote schans 5e landenwedstrijd |
| 1997 | Trondheim     | 15e kleine schans 34e grote schans 5e landenwedstrijd |

### Wereldkampioenschappen skivliegen
| Jaar | Plaats     | Resultaten                |
| ---- | ---------- | ------------------------- |
| 1992 | Harrachov  | 11e individuele wedstrijd |
| 1994 | Planica    | individuele wedstrijd     |
| 1996 | Kulm       | 7e individuele wedstrijd  |
| 1998 | Oberstdorf | 31e individuele wedstrijd |

| Seizoen   | Algm | 4S   |
| --------- | ---- | ---- |
| 1990/1991 | 34e  | –    |
| 1991/1992 | 34e  | –    |
| 1992/1993 | 5e   | 27e  |
| 1993/1994 | Goud | Goud |
| 1994/1995 | 15e  | 21e  |
| 1995/1996 | 13e  | –    |
| 1996/1997 | 16e  | 20e  |
| 1997/1998 | 13e  | 45e  |
| 1998/1999 | 101e | –    |
| 1999/2000 | 79e  | –    |